# Opowieść o dwóch miastach (film 1958)
Opowieść o dwóch miastach (ang. A Tale of Two Cities) – brytyjski film  z 1958 roku będący adaptacją utworu Karola Dickensa o tym samym tytule.

## Obsada
- Dirk Bogarde jako Sydney Carton
- Dorothy Tutin jako Lucie Manette
- Paul Guers jako Charles Darnay
- Marie Versini jako Marie Gabelle
- Ian Bannen jako Gabelle
- Cecil Parker jako Jarvis Lorry
- Stephen Murray jako doktor Alexandre Manette
- Athene Seyler jako panna Pross
- Alfie Bass jako Jerry Cruncher
- Ernest Clark jako Stryver
- Rosalie Crutchley jako madame Defarge
- Freda Jackson jako The Vengeance
- Duncan Lamont jako Ernest Defarge
- Christopher Lee jako Marquis St. Evremonde
- Leo McKern jako minister sprawiedliwości-Old Bailey
- Donald Pleasence jako John Barsad
- Dan Green jako cmentarny złodziej